# Almourol (ilha)
A ilha de Almourol é uma ilha no rio Tejo, conhecida pelo Castelo de Almourol nela situada. Fica situada na freguesia da Praia do Ribatejo, concelho de Vila Nova da Barquinha.
Tem 310 m de comprimento por 75 m de largura e fica no médio curso do rio Tejo, um pouco abaixo da sua confluência com o rio Zêzere.